# Municipalità locale di Aganang
La municipalità locale di Aganang (in inglese Aganang Local Municipality) è stata una municipalità locale del Sudafrica appartenente alla municipalità distrettuale di Capricorn, nella provincia del Limpopo.
Istituita nel 1998, nel 2016 è stata soppressa e suddivisa tra le municipalità locali di Blouberg, Molemole e Polokwane.
Il suo territorio si estendeva su una superficie di 1.870 km² ed era suddiviso in 18 circoscrizioni elettorali (wards). Il suo codice di distretto era LIM352.
La sede amministrativa e legislativa era la città di Cornelia, a 55 km a ovest di Polokwane.

## Geografia fisica

### Confini
La municipalità locale di Aganang confinava a nord con quella di Blouberg, a nord e a est con quella di Molemole, a est e a sud con quella di Polokwane, a sud e a ovest con quella di Mogalakwena (Waterberg).

### Città e comuni
- Aganang
- Cornelia
- Limburg
- Maraba
- Mashashane
- Matlala
- Moletji
- Seshego

### Fiumi
- Hout
- Natse
- Tshipu